# Gehyra australis
Gehyra arnhemica (північна дтелла) — вид геконоподібних ящірок родини геконових (Gekkonidae). Ендемік Австралії.

## Поширення і екологія
Північні дтелли мешкають на заході регіону Топ-Енд на півострові Арнемленд на Північній Території, від Порт-Ессінгтона на захід через околиці Дарвіна та вздовж західного узбережжя, на південь до Національного парка Джудбарра та на захід до долини Єва. Вони живуть в евкаліптових рідколіссях, на деревах та серед скель, трапляються в садах. Відкладають яйця.